# کیم رودز
کیم رودز (انگلیسی: Kim Rhodes؛ زاده ۷ ژوئن ۱۹۶۹) یک هنرپیشه اهل ایالات متحده آمریکا است. وی از سال ۱۹۹۶ میلادی تاکنون مشغول فعالیت بوده‌است.
از فیلم‌های معروف او می‌توان به بازی در فیلم کریسمس در کنار خانواده کرنک و سوپرنچرال (جودی میلز) اشاره کرد.